# Sphaerocera kanongensis
Sphaerocera kanongensis är en tvåvingeart som beskrevs av Vanschuytbroeck 1959. Sphaerocera kanongensis ingår i släktet Sphaerocera och familjen hoppflugor.
Artens utbredningsområde är Kongo. Inga underarter finns listade i Catalogue of Life.